# Wilmer Velásquez
Wilmer Velásquez   (San Pedro Sula, 28 d'abril de 1972) és un exfutbolista hondureny de la dècada de 1990.
Fou 47 cops internacional amb la selecció d'Hondures.
Pel que fa a clubs, destacà a CD Olimpia, Concepción de Xile, Sport-Recife del Brasil i FC Atlas de Mèxic.